# Paul Scarron
Paul Scarron (1. července 1610? Paříž – 6. října 1660 Paříž) byl francouzský barokní básník, dramatik a romanopisec. Proslul zejména svým Komediantským románem (Le Roman Comique; 1651).

## Život
Byl sedmým dítětem vysokého královského úředníka (měšťanského původu) a člena parlamentu. Jeden z jeho strýců byl biskup v Grenoblu. V devatenácti letech se stal knězem. V letech 1632 až 1640 žil v Le Mans a v roce 1635 odcestoval do Říma, doprovázen svým patronem a biskupem z Le Mans Charlesem de Beaumanoir. Posléze našel mecenášku v Marii de Hautefort, hlavní milence (maîtresse-en-titre) Ludvíka XIII. Díky tomu se stal známou postavou literární a dvorské společnosti. Měl pověst libertina (muže velmi volných mravů). V roce 1638 se však stal invalidou. Oblíbená legenda tvrdí, že byl "zkroucen revmatismem", neboť se v Le Mans během karnevalu pomazal dehtem a peřím a byl nucen se schovat v bažině, aby unikl hněvu davu. Moderní lékařská věda však odhaduje, že trpěl obrnou. Ochrnuli mu nohy a byl nucen používat invalidní vozík. Aby utišil bolesti, začal užívat velké množství opia. Zapletl se do též do soudního sporu se svou nevlastní matkou o majetek svého otce. Přesto v těchto nejtěžších dobách napsal svá nejslavnější literární díla, především pak Komediantský román, jehož první díl vyšel roku 1651 (česky vyšel roku 1969 v nakladatelství Odeon v překladu Radovana Krátkého). Dílo lze označit za průkopnické v žánru románu i humoristické literatury. S humorem líčí život jedné komediantské společnosti. Dílo bývá též zařazováno do žánru burlesky. Některé pasáže jsou zjevně převzaty z Cervatesova Dona Quijota. Takové výpůjčky nebyly v té době ještě vnímány jako plagiát. Z jeho dalšího díla je známa též sbírka básní Recueil de quelques vers burlesques či divadelní komedie Jodelet, ou le maître valet (1645). Jako většina Scarronových prací vznikla podle španělského vzoru. V jeho době ho nejvíce proslavil spis Le Virgile travesti, jakási parodie na Vergiliův epos Aeneis. Pověst tohoto díla však v čase upadla. V roce 1651 vyjádřil svou podporu Frondě tím, že napsal ostrý protimazarinovský pamflet a kvůli tomu přišel o své penze. V roce 1652 se oženil s chudou, ale krásnou Madame de Maintenon, která se později tajně provdala za francouzského krále Ludvíka XIV. Často se uvádí, že Scarron inspiroval Molièrova Tartuffa. Scarron je též postavou Dumasova románu Tři mušketýři po dvaceti letech.